# Сырецкий гай
«Сырецкий гай» также известен как парк «Дубки» (укр. «Сырецкий гай») — лесопарк и парк-памятник садово-паркового искусства общегосударственного значения, расположенный на территории Шевченковского и Подольского районов Киевского горсовета (Украина). Создан 26 июля 1972 года. Площадь — 194 га. Землепользователь — коммунальные предприятия по содержанию зелёных насаждений Шевченковского и Подольского районов.

## История
Лесопарк был создан на месте естественных насаждений (остатка леса) в 1952 году. Лесопарк получил статус парка-памятника садово-паркового искусства общегосударственного значения Постановлением коллегии Государственного комитета УССР по охране природы от 26 июля 1972 года № 22. Решением Киевского горсовета от 17 февраля 1994 года № 14 площадь парка была уменьшена на 10 га до 194 га.

## Описание
Парк расположен в долине реки Сырец между историческими местностями Сырец (в том числе Нижний Сырец и бывшее село Сырец), Беличье поле, Нивки, Софиевка (внутри парка), Цветоводство, Дегтяри и заводом Квазар-Микро. Парк ограничен улицами и их застройками (жилого и нежилого типа) Белицкая, Гомельская, Розовая, Ольжича (на севере), Ясногорской и ж/д линией (на востоке), бульвар Павла Вирского (Саратовская) (на западе), улицами Салютная, Януша Корчака, Цукидзе и Магистральная (на юге). Территория парка разделена улицами Сырецкая, Владимира Сальского, Стеценко (по которой проходит граница между районами горсоветаː севернее Подольский, южнее — Шевченковский). По парку (северо-восточный и южный участки) протекает река Сырец и её притока ручей Брод (центральный участок), где они представлены природным руслом с долиной. Южнее расположен парк Нивки; западнее по улице Тираспольская примыкает Сырецкий дендрологический парк.
Как добраться Транспортː от ст. м. Сырецː пешком около 100 м; от ст. м. Нивкиː ост. ул. Саратовская/Стеценко (пересечение улиц) марш. такси № 410. Ближайшая станция метроː   Сырец.

## Природа
Местность парка расчленена ярами и рекой Сырец, а также озёрами. Насаждения парка представлены доминирующими здесь столетними дубами и, в северо-западной части, соснами и липами. Также здесь в последние десятилетия были высажены ель обычная, виды родов берёза, клён, граб, орех, ольха, ива, тополь, можжевельник.
Сырецкий гай служит местом отдыха горожан, поскольку кроме естественных насаждений в парке есть зоны отдыха, детская площадка, а также, по адресу улица Стеценка, 1 расположен, ресторан Дубки.

## Иллюстрации

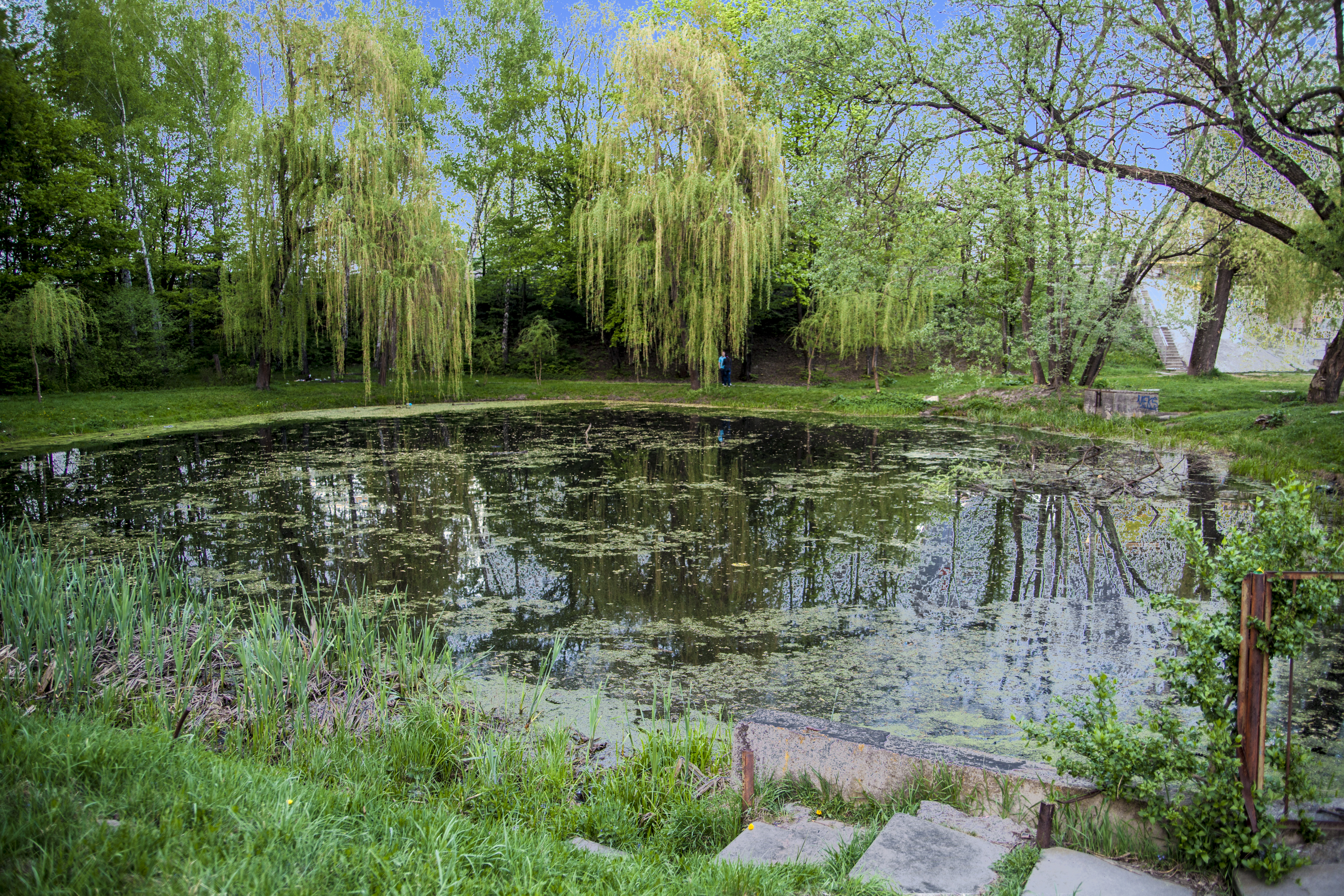
Уютное озеро
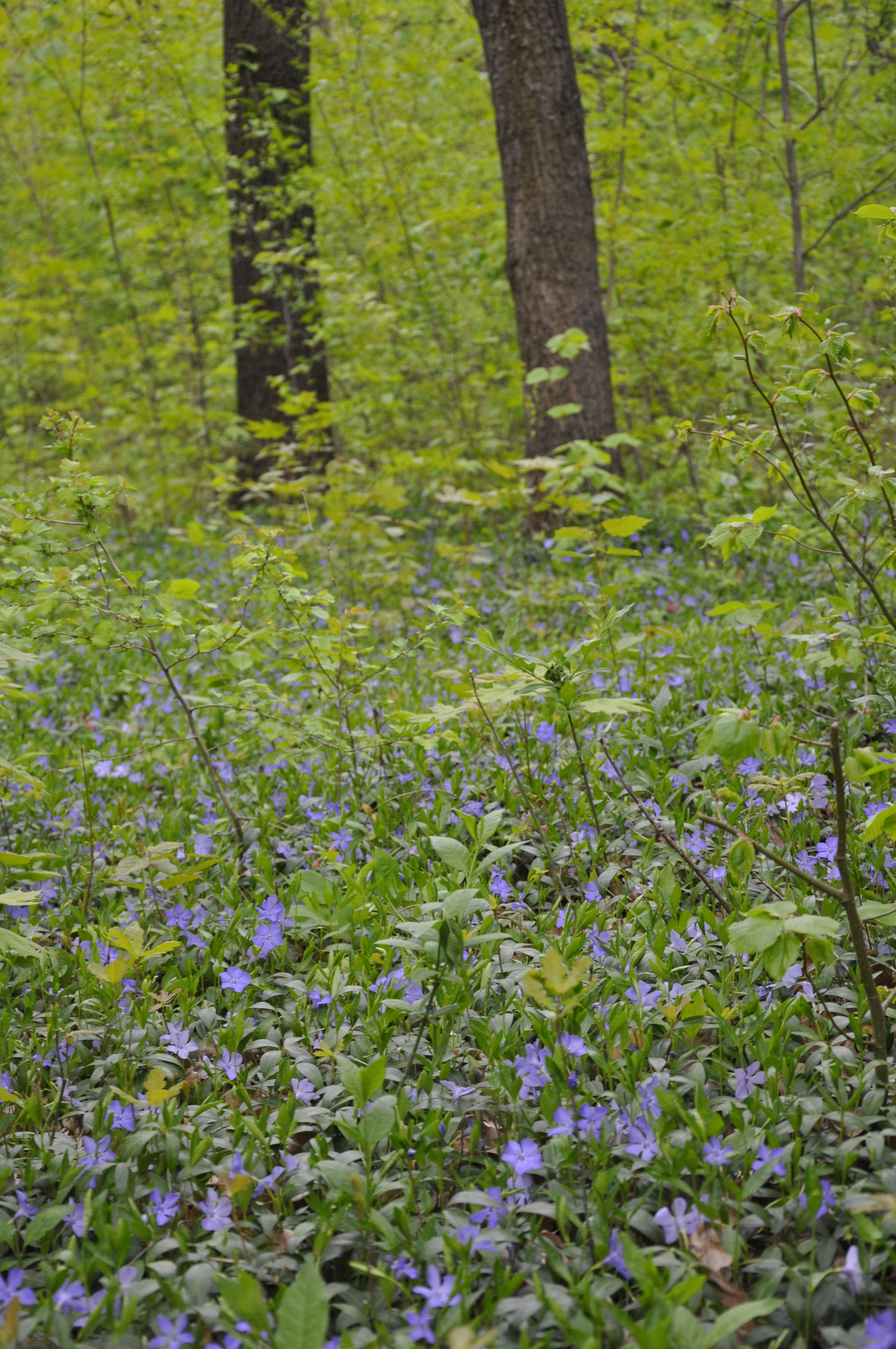
Весна пришла
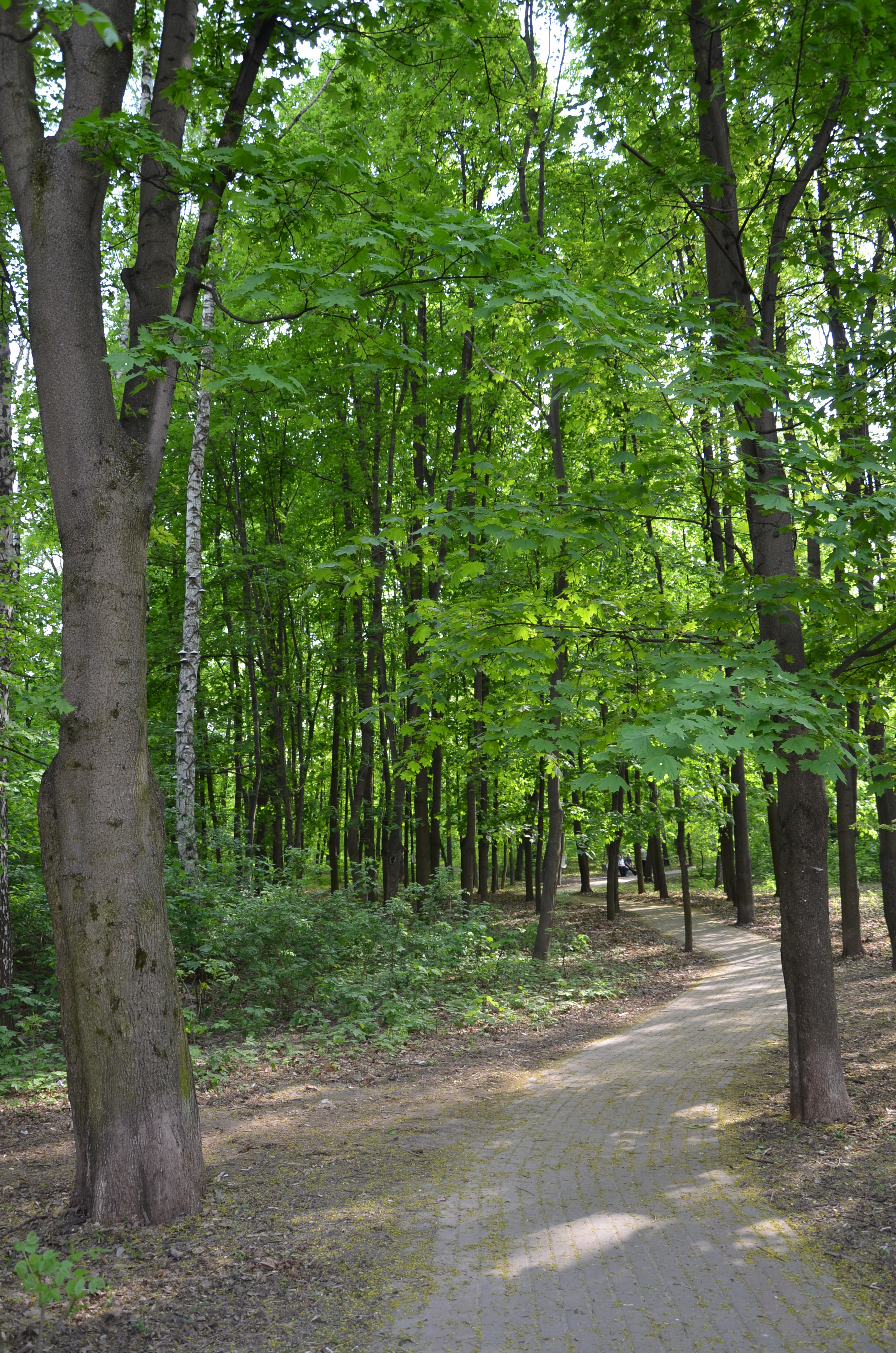
Тихие тропинки
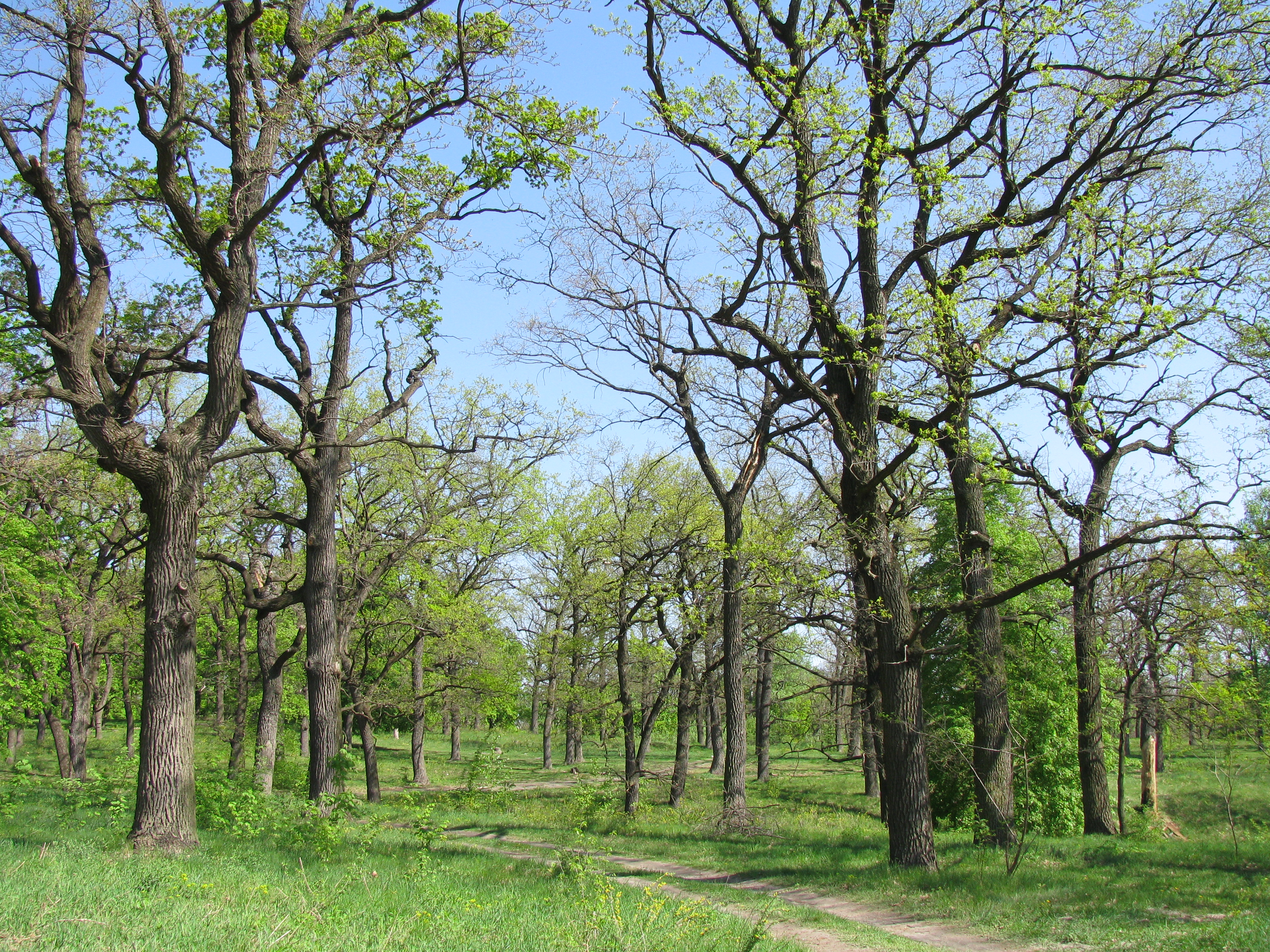
Дубовый лабиринт
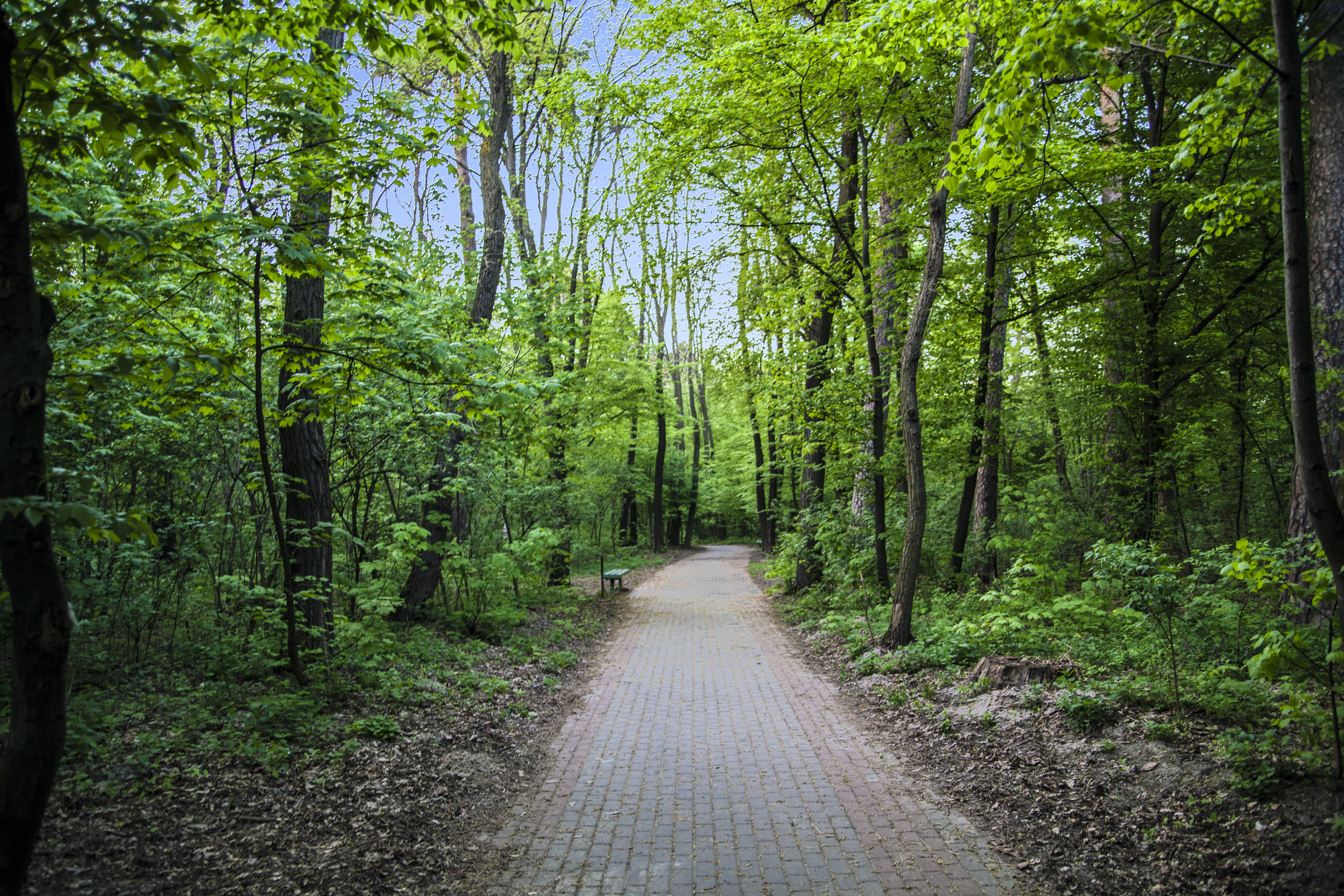
Волшебная тишина
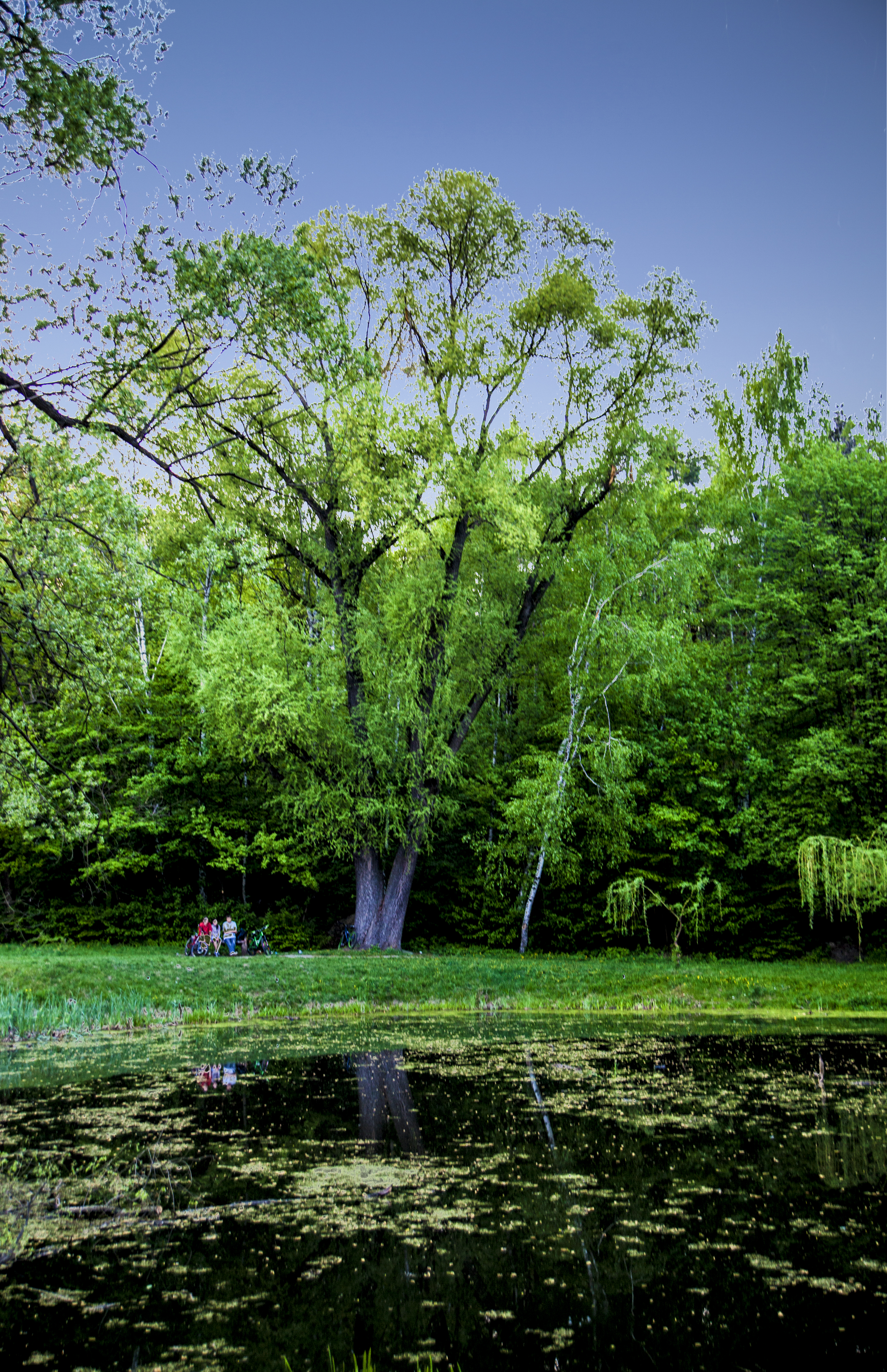
Любимое озеро
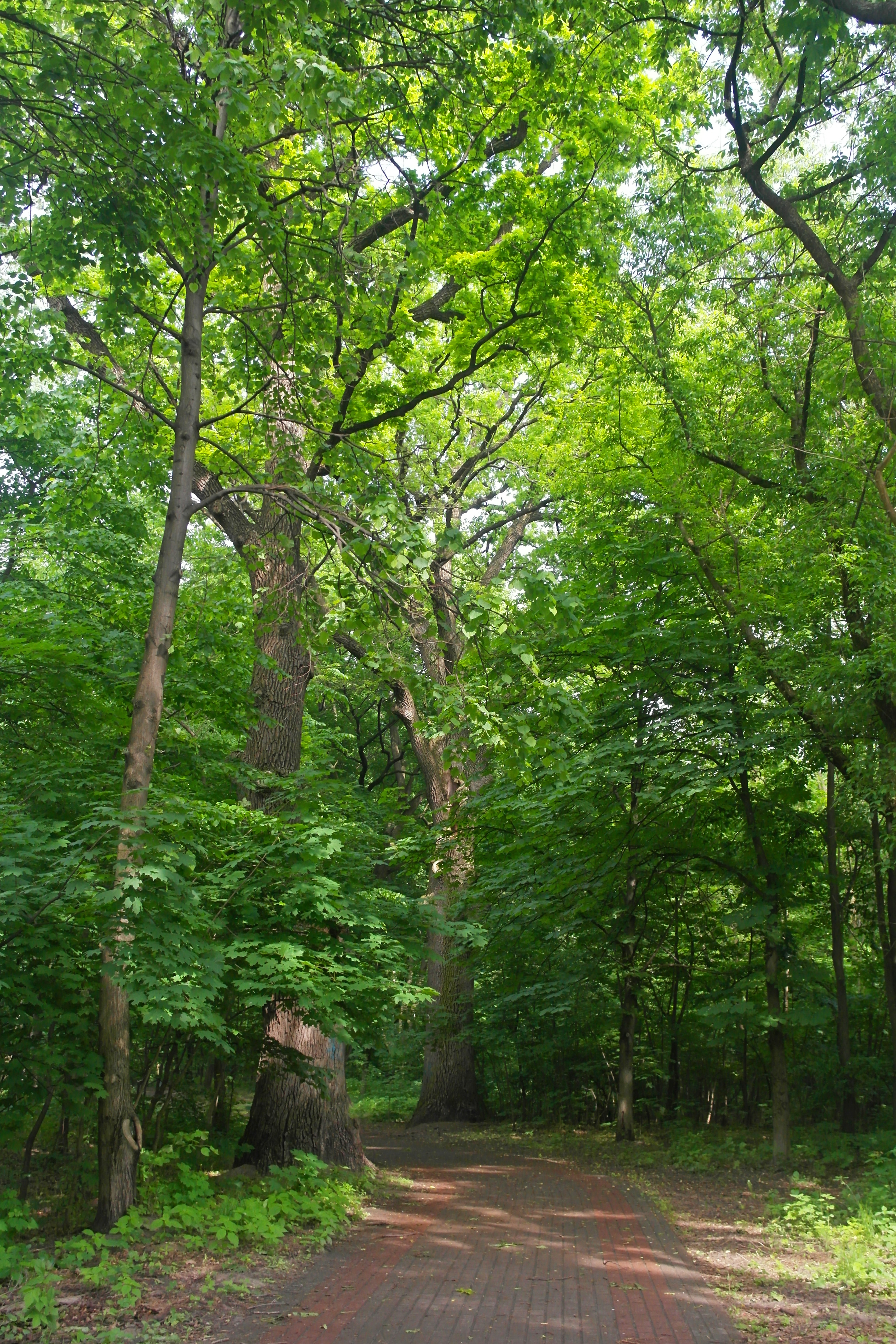
Тропинка тишины
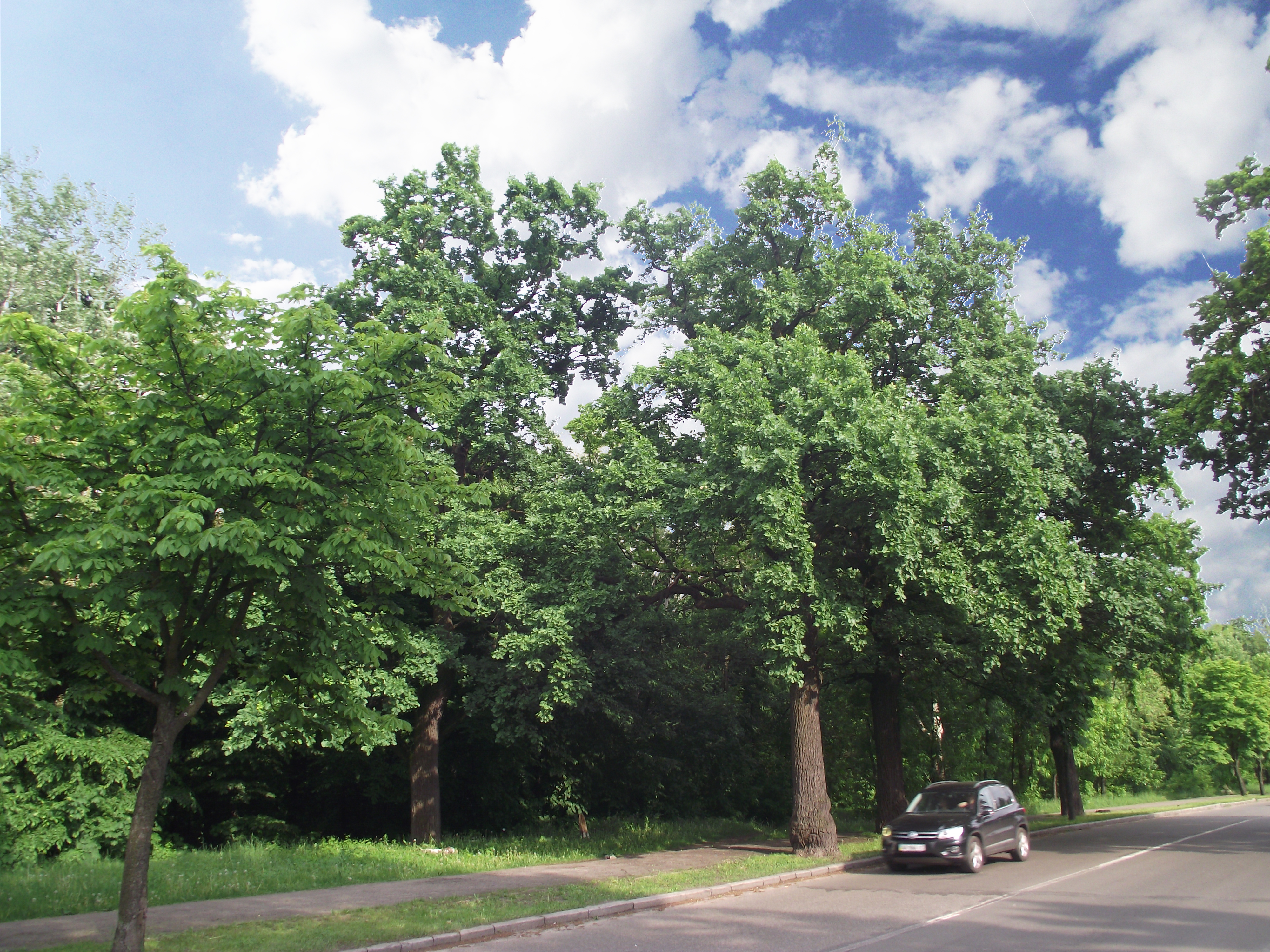
Зелёный оазис Киева